# Pius XI
Pius XI (łac. Pius PP. XI; właśc. Ambrogio Damiano Achille Ratti; ur. 31 maja 1857 w Desio, zm. 10 lutego 1939 w Watykanie) – włoski duchowny rzymskokatolicki, 259. papież w okresie od 6 lutego 1922 do 10 lutego 1939 i 1. Suweren Państwa Watykańskiego od 7 czerwca 1929 do 10 lutego 1939.
Nuncjusz apostolski w Polsce w latach 1919–1921, arcybiskup metropolita Mediolanu w latach 1921–1922.

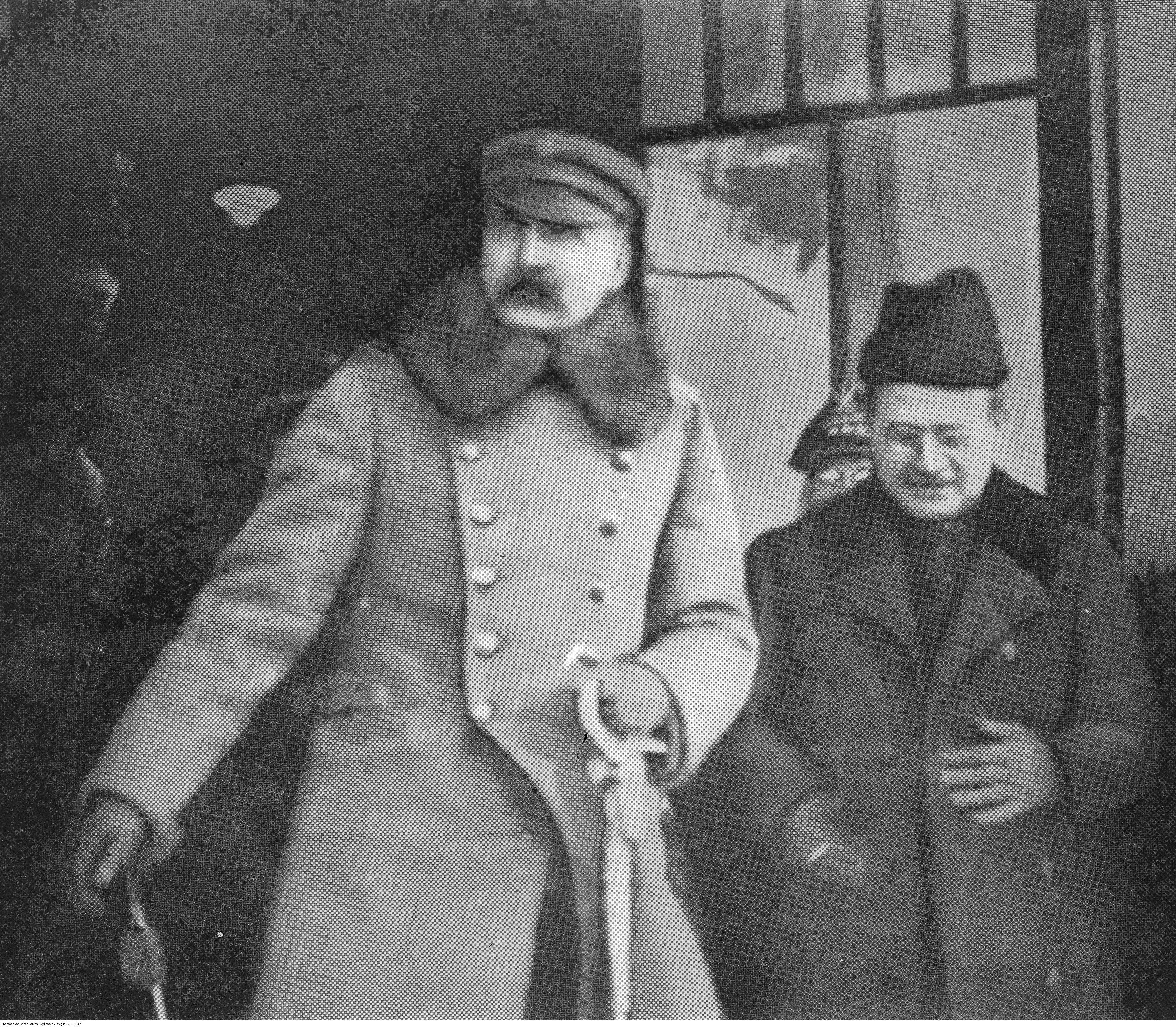
Naczelnik Państwa Józef Piłsudski w towarzystwie nuncjusza papieskiego Achille Rattiego

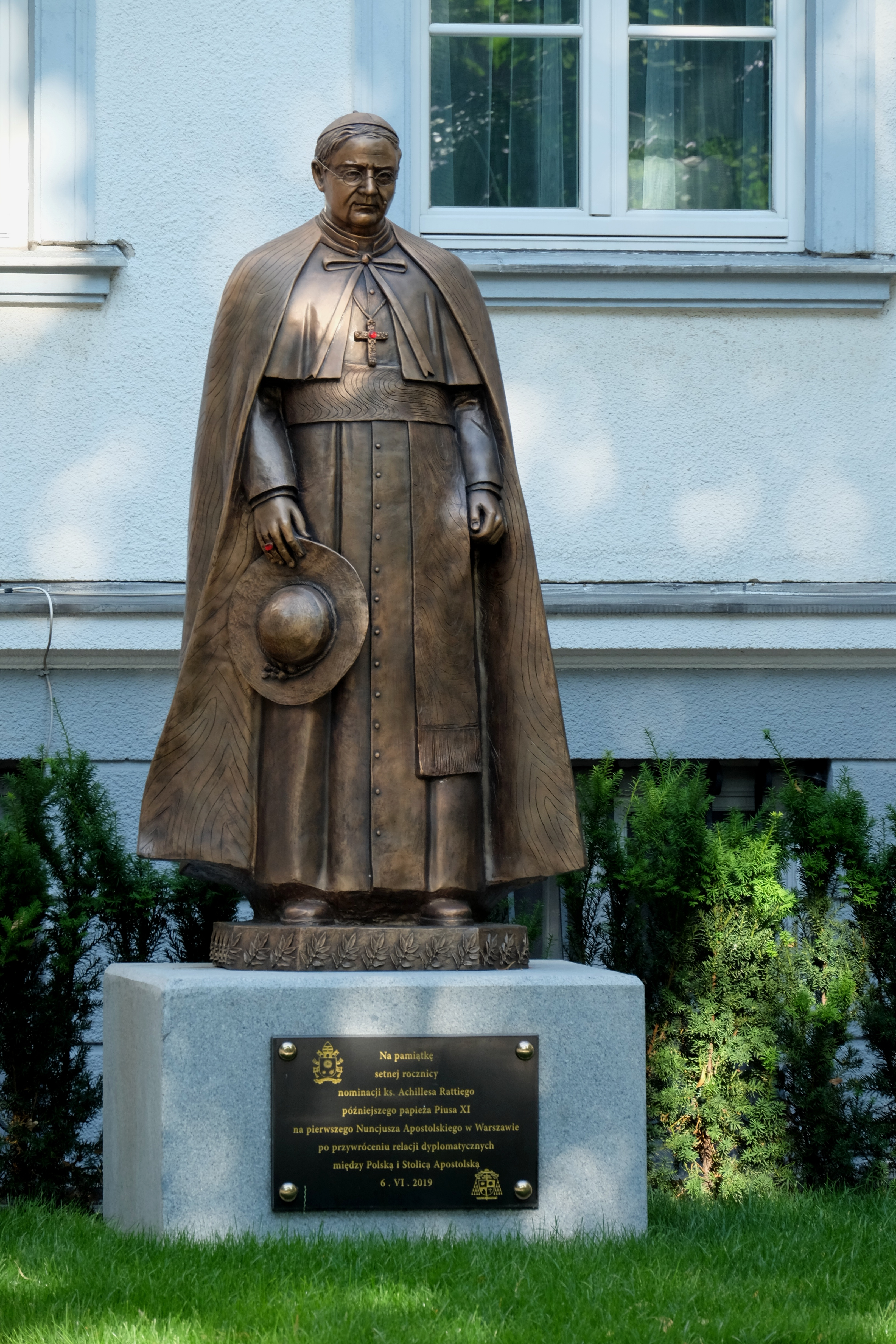
Pomnik Achille Rattiego, upamiętniający go jako pierwszego po 1918 nuncjusza apostolskiego w Warszawie

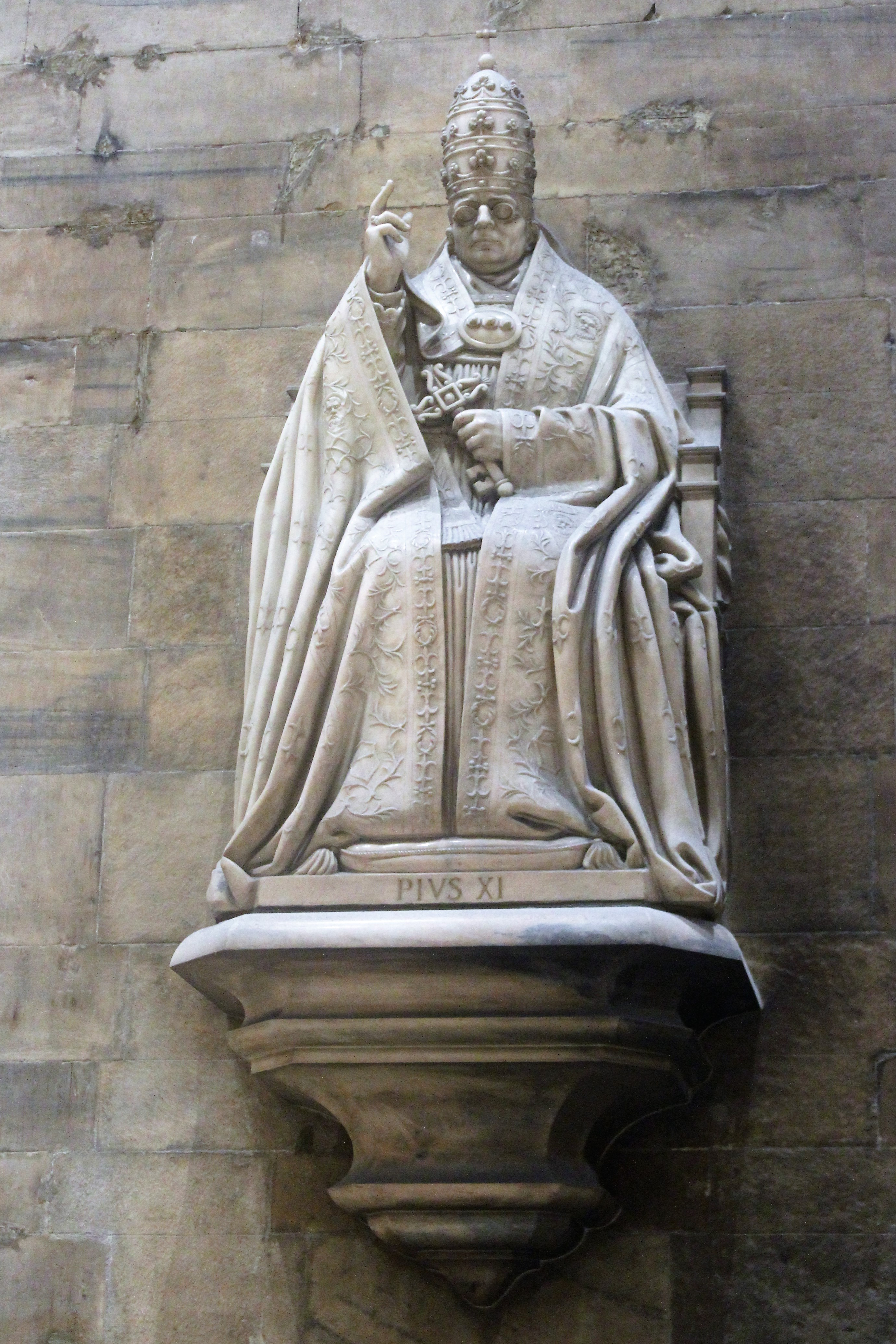
Rzeźba Piusa XI w katedrze Duomo w Mediolanie

## Życiorys

### Dzieciństwo i kapłaństwo
Urodził się w Desio koło Mediolanu jako syn fabrykanta przędzalni jedwabiu Francesca Rattiego i Teresy Galli. Początkowo uczył się w szkołach kościelnych. Po zdaniu matury w gimnazjum państwowym w Mediolanie wstąpił do seminarium duchownego. Święcenia kapłańskie przyjął 20 grudnia 1879. Kontynuował studia w Rzymie (prawo kanoniczne na Uniwersytecie Gregoriańskim, teologię na dominikańskim uniwersytecie „Sapienza” oraz filozofię w Akademii św. Tomasza), uzyskując trzy doktoraty. W 1882 wrócił do Mediolanu i pracował 3 miesiące w duszpasterstwie. Przez kilka lat był w tamtejszym seminarium profesorem dogmatyki i homiletyki.
Od 5 listopada 1888 pracował w Bibliotece Ambrozjańskiej w Mediolanie (zajmował się m.in. konserwatorstwem, muzealnictwem, zabezpieczaniem starodruków oraz zdobył gruntowną wiedzę historyczną). Odbył badania naukowe w ośrodkach europejskich, m.in. w Berlinie, Wiedniu, Oksfordzie, Paryżu, Monachium i Rydze. W latach 1907–1911 był prefektem Biblioteki Ambrozjańskiej. W roku 1914 został mianowany na stanowisko prefekta Biblioteki Watykańskiej i protonotariusza apostolskiego.
Był także bardzo dobrym alpinistą, do jego osiągnięć należą m.in. zdobycie szczytów Cima di Jazzi, Dufourspitze wschodnią ścianą, oraz wejścia na Matterhorn i Mont Blanc.

### Biskupstwo i służba dyplomatyczna

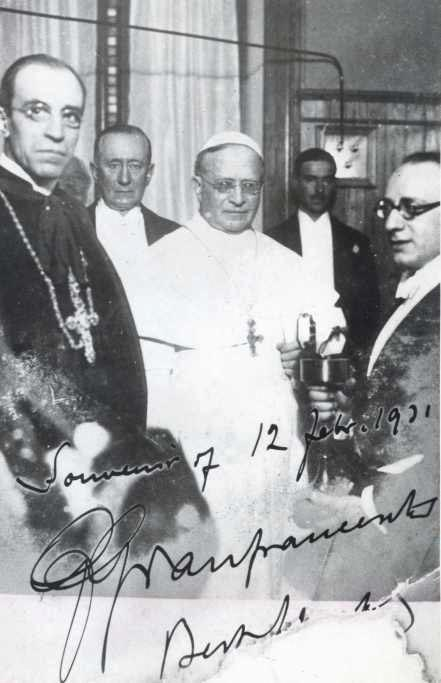
Papież Pius XI w 1931

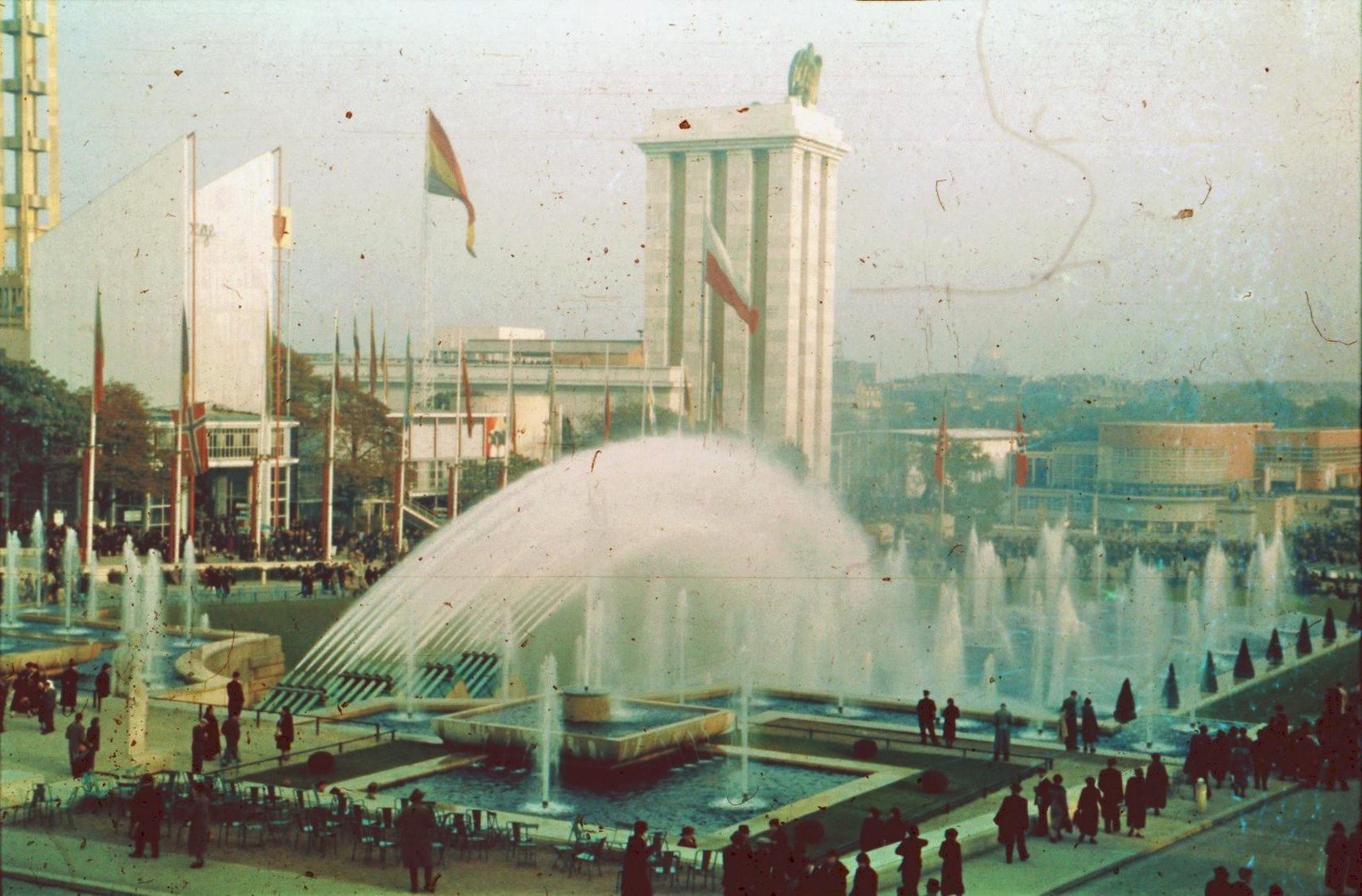
Pawilon Watykanu zbudowany przez papieża Puisa XI przy Place de Varsovie w Paryżu z okazji Wystawy Światowej w 1937. Pawilon składał się z widocznej po lewej stronie złotej wieży będącej dzwonnicą zwieńczoną rzeźbą Matki Boskiej z Dzieciątkiem Jezus oraz z kościoła.

25 kwietnia 1918 został mianowany przez papieża Benedykta XV wizytatorem apostolskim w Polsce i na Litwie. Po przybyciu do Warszawy zamieszkał w apartamencie proboszcza parafii św. Aleksandra przy ulicy Książęcej. Po odzyskaniu przez Polskę niepodległości w 1918, został 3 czerwca 1919 mianowany arcybiskupem tytularnym Nafpaktos, a trzy dni później – nuncjuszem apostolskim w Polsce. Sakry biskupiej udzielił mu 28 października 1919 w archikatedrze św. Jana Chrzciciela w Warszawie arcybiskup metropolita warszawski Aleksander Kakowski. Podczas Bitwy Warszawskiej pozostał w Warszawie jako jeden z dwóch (obok przedstawiciela Turcji) przedstawicieli dyplomatycznych obcych państw. W 1918 przewodniczył posiedzeniu Konferencji Episkopatu Królestwa Polskiego, która powołała do życia Uniwersytet Katolicki w Lublinie, natomiast w 1921 Uniwersytet Warszawski przyznał mu tytuł doktora honoris causa.
Podczas pobytu w Polsce wizytatora apostolskiego Achille Rattiego doszło do konfliktu pomiędzy nim a ówczesnym biskupem krakowskim Adamem Sapiehą, który – w czasie pierwszego powojennego zjazdu polskich biskupów w Gnieźnie (26–30 sierpnia 1919) – poprosił Achille Rattiego o opuszczenie sali obrad, argumentując, iż „Kościół polski chce rozstrzygać swoje sprawy bez wpływów zewnętrznych”. Napięcia w relacjach pomiędzy Rattim a Sapiehą mogły przyczynić się do tego, że po wyborze Achille Rattiego na papieża Piusa XI (6 lutego 1922) Sapieha nie otrzymał z rąk Piusa XI kapelusza kardynalskiego. Do godności kardynała Adama Sapiehę wyniósł (18 lutego 1946) dopiero papież Pius XII.
13 czerwca 1921 Benedykt XV mianował go arcybiskupem Mediolanu i kardynałem prezbiterem kościoła Santi Silvestro e Martino ai Monti. Kapelusz kardynalski uzyskał 6 miesięcy przed wyborem na papieża, 19 lipca 1921.

### Wybór na papieża
Po śmierci Benedykta XV zebrało się konklawe, które 6 lutego 1922, w czternastym głosowaniu, wybrało Rattiego na papieża. Elekt przyjął imię Piusa XI. Po koronowaniu udzielił błogosławieństwa Urbi et Orbi z loggii bazyliki św. Piotra, co wydarzyło się po raz pierwszy od 1870.

### Pontyfikat

#### Sprawy wewnętrzne
Papież Pius XI w 1922 nakazał, aby konklawe rozpoczynało się po upływie 15–18 dni od śmierci papieża. Miało to umożliwić przybycie na konklawe kardynałom zamorskim. Wkrótce po zakończeniu I wojny światowej rozpoczął dialog z włoskimi faszystami, na czele których stał Benito Mussolini, uznając go publicznie za „człowieka zesłanego przez Opatrzność”. Dzięki negocjacjom z duce i zdolnościom dyplomatycznym sekretarzy stanu Pietra Gasparriego i Eugenia Pacellego papież doprowadził do pojednania z Włochami. 11 lutego 1929 podpisano traktaty laterańskie, które zapewniły suwerenność Państwu Miasto Watykan, uregulowały sprawy finansowe i konkordat oraz ostatecznie rozwiązały tzw. kwestię rzymską. W zamian za korzystne dla Watykanu rozwiązanie kwestii rzymskiej papież zmobilizował kościół do poparcia Mussoliniego w wyborach zaplanowanych na dzień 24 marca 1929. Między innymi dzięki poparciu księży, którzy zachęcali parafian do poparcia faszyzmu, a w niektórych wypadkach prowadzili wiernych do lokali wyborczych, partia faszystowska uzyskała 98.3% głosów.
W odpowiedzi na coraz większą rolę i wpływ na wychowanie młodzieży organizacji „Balilla”, papież wydał encyklikę Non abbiamo bisogno (29 czerwca 1931), w której potępił faszyzm, monopolizację wychowania młodzieży, szerzenie kultu państwa. Papież upomniał się o prawo rodziców do wychowania i przestrzegania w tym względzie postanowień konkordatu.

#### Sprawy zagraniczne
Zgodnie ze swoją dewizą „Pokój Chrystusa w państwie Chrystusa”, Pius XI angażował się w łagodzenie skutków wojny na świecie. Jedną z jego pierwszych inicjatyw była inauguracja (23 grudnia 1922) działalności Akcji Katolickiej. Wkrótce potem podjął usilne kroki, by nawiązać stosunki dyplomatyczne z wieloma krajami. Doprowadził do podpisania ponad 20 porozumień; znacznie poprawił stosunki pomiędzy państwem a Kościołem we Francji, gdzie złagodzono ustawę z 1905 roku.
Głównym problemem dla Piusa były państwa totalitarne, w których nasilały się prześladowania chrześcijan. W encyklice Divini Redemptoris (19 marca 1937) potępił ateistyczny komunizm. Cztery lata wcześniej podpisał konkordat z nazistowskimi Niemcami, co tymczasowo zahamowało opozycję katolicką. Kluczową rolę w negocjacjach odegrali kardynałowie: Michael von Faulhaber i Klemens August von Galen. Jednak działania Hitlera sprawiły, że 14 marca 1937 papież wydał encyklikę Mit brennender Sorge, w której potępił hitleryzm.
Papież, który żywo interesował się sprawami misji, sprzeciwiał się sytuacji w Meksyku i Rosji, gdzie prześladowano katolików. W kwietniu 1937 zachęcał Meksykanów, by organizowali się w ramach Akcji Katolickiej. Popierał także Francisco Franco i jego działania w Hiszpanii oraz potępił tamtejszy rozdział Kościoła od państwa.
W 1925 podpisał konkordat z Polską, w którym ustanowiono 5 metropolii łacińskich, jedną ormiańską i jedną unicką.
Papież Pius XI ustanowił i nadał ruchowi alpinistycznemu i organizacjom turystyki górskiej patrona św. Bernarda z Menthon w 1923.

#### Sprawy religijne
W dniu 11 grudnia 1925 Pius XI ogłosił encyklikę Quas primas, którą ustanowił Święto Chrystusa Króla z jego własnym officium i mszą św. Przyczynił się do rozwinięcia idei pierwszych piątków miesiąca jako zadośćuczynienia Sercu Jezusa za grzechy ludzkości. W 1931 wprowadził uroczystość Świętej Bożej Rodzicielki Maryi obchodzone 1 stycznia. W 1937 powołał Papieską Akademię Nauk. W latach 1925–1926 utworzył Muzeum Misyjno-Etnologiczne, które na początku zajmowało dwa piętra w Pałacu na Lateranie. Uroczysta inauguracja działalności muzeum nastąpiła 21 grudnia 1927. Trzykrotnie, w latach 1925, 1929 (50. rocznica święceń kapłańskich Piusa) i 1933 (1900. rocznica śmierci Jezusa), z inicjatywy papieża obchodzono Rok Jubileuszowy.
Na przełomie lat dwudziestych i trzydziestych wydał serię encyklik (Divini illius magistri, Casti conubii, Quadragesimo anno i Nova impendet), w których wyraził stanowisko Kościoła w sprawach dotyczących wychowania chrześcijańskiego, definicji małżeństwa, metod antykoncepcji i bezrobocia. W 1928 potępił fałszywie pojmowany ekumenizm w encyklice Mortalium animos, gdzie stanowczo przeciwstawił się promowaniu jedności z Kościołami chrześcijańskimi, które nie pozostawały w łączności doktrynalnej z Kościołem katolickim. Podjął także próby rozmów ekumenicznych z Kościołem anglikańskim i Cerkwią prawosławną, które nie przyniosły oczekiwanych rezultatów.
W latach 1922–1928 pełnił funkcję Wielkiego Mistrza Zakonu Rycerskiego Grobu Bożego w Jerozolimie. Kreował 76 kardynałów na 17 konsystorzach. W czasie pontyfikatu przeprowadził ponad 500 beatyfikacji i 33 kanonizacji. Ogłosił świętymi m.in. Teresę z Lisieux, Jana Bosko, Jana Fishera, Tomasza More’a, Piotra Kanizjusza, Alberta Wielkiego, Konrada z Parzham i Andrzeja Bobolę. Dodatkowo, nadał tytuł doktora Kościoła: Albertowi Wielkiemu, Piotrowi Kanizjuszowi, Robertowi Bellarminowi i Janowi od Krzyża. 23 sierpnia 1923 r. ogłosił świętego Bernarda z Aosty patronem alpinistów, podróżników i mieszkańców Alp.

### Śmierć

Grób Piusa XI w podziemiach bazyliki św. Piotra

Zmarł w Watykanie 10 lutego 1939, o godzinie 5:30. 14 lutego 1939 został pochowany w bazylice św. Piotra. Był to dzień żałoby narodowej we Włoszech i Irlandii.

## Encykliki
- Ubi Arcano Dei o pokoju – 23 grudnia 1922
- Quas Primas ustanawiająca święto liturgiczne na cześć Chrystusa Króla – 11 grudnia 1925
- Mortalium animos o popieraniu prawdziwej jedności chrześcijan – 6 stycznia 1928
- Miserentissimus Redemptor o powszechnym obowiązku wynagrodzenia Najświętszemu Sercu Jezusa – 8 maja 1928
- Mens nostra – o znaczeniu rekolekcji zamkniętych – 20 grudnia 1929[19]
- Divini Illius Magistri o chrześcijańskim wychowaniu młodzieży – 31 grudnia 1929
- Casti connubii o małżeństwie chrześcijańskim – 31 grudnia 1930
- Quadragesimo Anno o odnowieniu ustroju społecznego i dostosowaniu go do Prawa Ewangelicznego na czterdziestą rocznicę encykliki Rerum novarum – 15 maja 1931
- Non Abbiamo Bisogno o Akcji Katolickiej – 29 czerwca 1931
- Lux Veritatis temporumque testis o Powszechnym Soborze Efeskim odbytym przed piętnastoma wiekami – 25 grudnia 1925
- Caritate Christi o modlitwie błagalnej jako lekarstwie na problemy świata – 3 maja 1932
- Acerba Animi Anxitudo o przykrym położeniu katolicyzmu w Republice Meksykańskiej – 29 września 1932
- Dilectissima nobis o ucisku Kościoła katolickiego w Hiszpanii – 3 czerwca 1933
- Ad Catholici Sacerdotti Fastigium o kapłaństwie katolickim – 20 grudnia 1935
- Vigilanti cura o filmie – 29 czerwca 1936
- Mit brennender Sorge o położeniu Kościoła katolickiego w Rzeszy Niemieckiej – 14 marca 1937
- Divini Redemptoris o bezbożnym komunizmie – 19 marca 1937
- Nos es muy conocida o sytuacji religijnej w Meksyku – 28 marca 1937
- Ingravescentibus Malis o różańcu świętym – 29 września 1937

## Tajne archiwa
Po 21 latach opracowywania materiałów archiwalnych, dotyczących 17-letniego pontyfikatu Piusa XI, dnia 18 września 2006 zgodnie z decyzją Benedykta XVI tajne watykańskie archiwum zawierające 30 tysięcy teczek, a w nich m.in. prywatne listy papieża, jego oficjalne korespondencje, encykliki i pisma, zostało otwarte dla historyków.
Tuż po otwarciu do Watykanu zgłosiło się około 50 naukowców z całego świata badających okres od 1922 do 1939, których interesowała postawa Stolicy Apostolskiej względem rosnących przed wybuchem II wojny światowej postaw antysemickich i faszystowskich, głównie w Niemczech i we Włoszech.

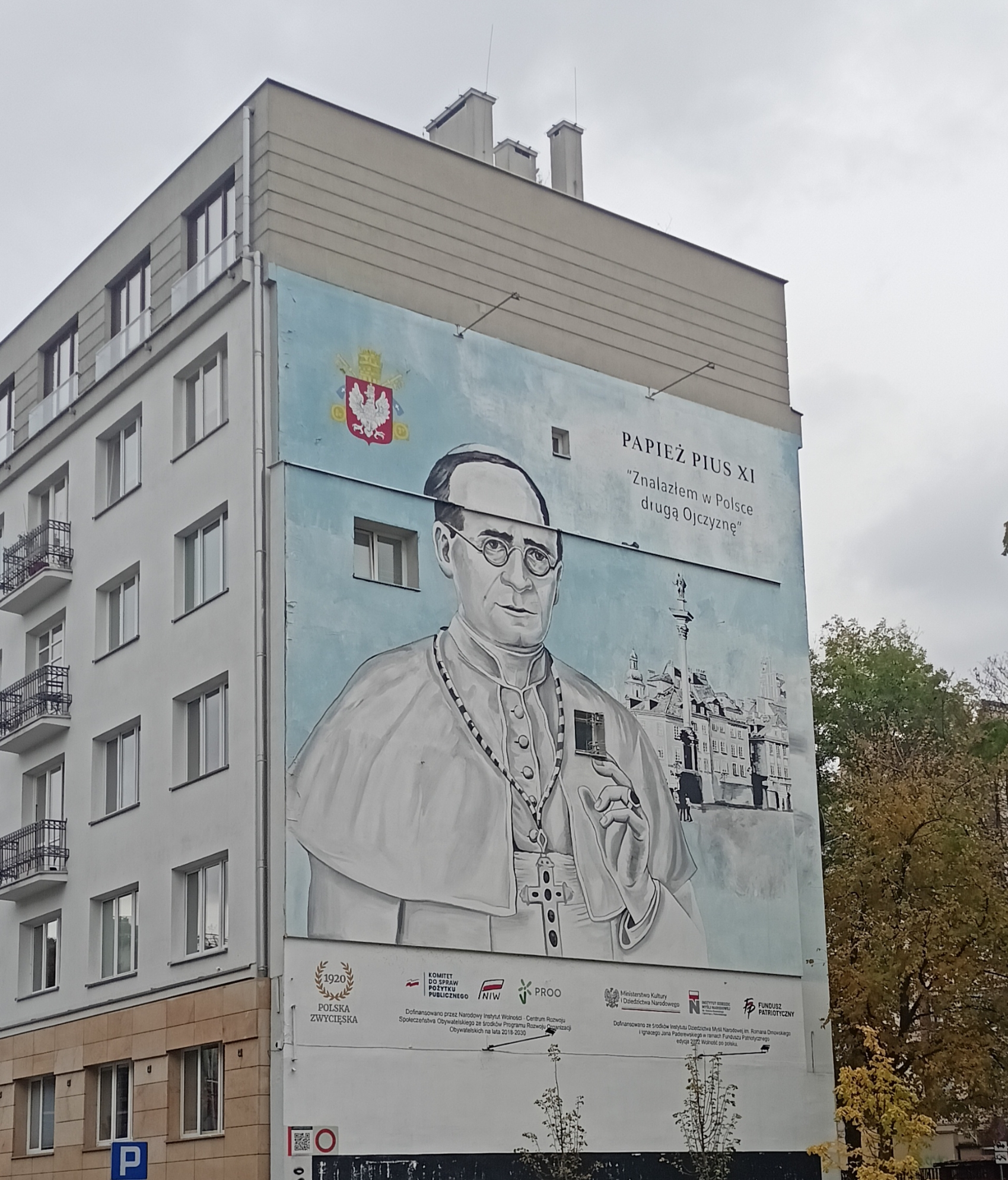
Mural Piusa XI w Warszawie na Powiślu ul. Lipowa 5

## Odznaczenia i upamiętnienie
Odznaczony Orderem Orła Białego nadanym postanowieniem Naczelnika Państwa – Józefa Piłsudskiego, który otrzymał od posła i ambasadora Władysława Skrzyńskiego w Watykanie przed konklawe w 1922, tj. 2 lutego. Około 1930 nazwa ulicy Pięknej w Warszawie została zmieniona na Piusa XI. Po śmierci Piusa XI – pod koniec lutego 1939, władze polskich miast Piotrkowa i Kalisza nazwały jego imieniem ulice.
W 1922 bp Stanisław Gall, ks. Zygmunt Kaczyński, gen. Władysław Olszewski, gen. Stefan Suszyński i ks. Stefan Ugniewski założyli Fundację dla Polskich Inwalidów Wojennych im. Ojca Św. Piusa XI, po uprzednim przedstawieniu jej statutu papieżowi podczas audiencji 22 listopada tegoż roku. Pius XI wydał brewe papieskie popierające powstanie fundacji i dofinansował ją kwotą 10 tys. lirów. Środki te stały się częścią kwoty, za którą w 1924 Fundacja zakupiła na terenie wsi Chotomów kolonię gospodarczą, w której w 1937 wzniesiono Budynek Domu Dziecka im. Ojca Świętego Piusa XI w Chotomowie według projektu prof. Edgara Aleksandra Norwertha.
W 1930 został wybity medal upamiętniający o treści W dziesiątą rocznicę Cudu nad Wisłą (rewers) i Ojciec św. Pius XI w 1920 r. nie opuścił Warszawy (awers), wydany przez Mennicę Warszawską, a zaprojektowany przez Stefana Rufina Koźbielewskiego.
Wizerunek Piusa XI widnieje na srebrnej monecie kolekcjonerskiej o nominale 20 złotych wyemitowanej przez Narodowy Bank Polski w lutym 2025 z okazji 100-lecia podpisania Konkordatu między Stolicą Apostolską a Rzecząpospolitą Polską.